# Fiat AS.3

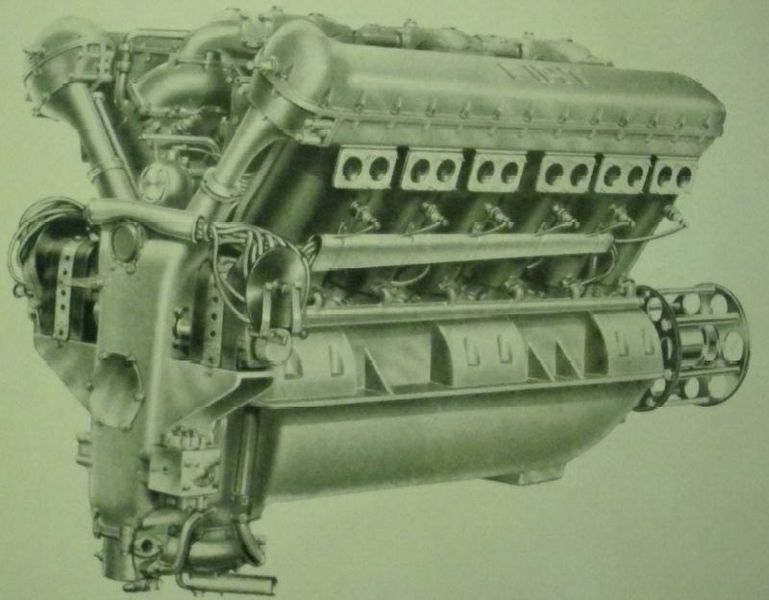
Fiat AS.3

Das italienische Flugtriebwerk Fiat AS.3 war ein Kolbenmotor mit 12 Zylindern.

## Geschichte
Fiat entwickelte den AS.3 als hubraumvergrößerte Version des Rennmotors Fiat AS.2. Er kam in der Macchi M.52 bei der Schneider-Trophy 1927 zum Einsatz. Bei diesem ersten internationalen Auftreten schieden alle drei M.52 aus. Erst 1928 konnte die weiterentwickelte M.52R bei der Schneider-Trophy 1928 mit dem Fiat AS.3 den zweiten Platz erreichen – hinter der neuen Supermarine S.6, jedoch vor dem Vorjahressieger Supermarine S.5.

## Verwendung

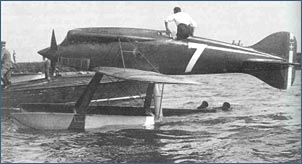
Macchi M.52

- Macchi M.52

## Technische Daten
| Kenngrößen   | Daten des Fiat AS.3                            |
| ------------ | ---------------------------------------------- |
| Bauart       | 12-Zylinder-V-Motor, vier Ventile pro Zylinder |
| Bohrung      | 145 mm                                         |
| Hub          | 175 mm                                         |
| Hubraum      | 34,6 Liter                                     |
| Verdichtung  | 6,7:1                                          |
| Leistung     | 1.000 PS (ca. 700 kW) bei 2400 min−1           |
| Trockenmasse | 422 kg                                         |

## Erhaltene Triebwerke
Ein kompletter Fiat AS.3 ist im Centro Storico Fiat in Turin ausgestellt.